# تساراتانانا رزرو
تساراتانانا رزرو (به لاتین: Tsaratanana Reserve) یک منطقه حفاظت‌شده در ماداگاسکار است که در آنسیرانانا (استان) واقع شده‌است.